# Kubsatellit

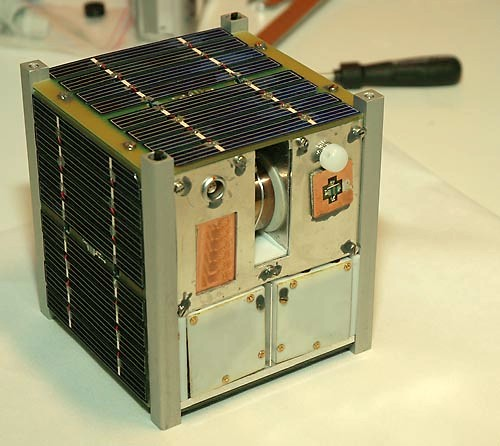
Ncube-2, en norsk kubsatellit (10 cm kub)

En kubsatellit är, som namnet antyder, en kubisk satellit. Dess sidor är cirka 10 centimeter. En kubsatellit har en massa av högst 1,33 kilo per enhet och använder ofta COTS-komponenter för sin elektronik och struktur. Genom att sätta ihop flera stycken fås större enheter. Fram till april 2018 har över 800 kubsatelliter skickas upp.